# Móra Ferenc Művelődési Központ
A Móra Ferenc Művelődési Központ Kiskunfélegyháza egyik jelentős kulturális intézménye.
Épületét (1886, műemlék), az egykori Korona Szállót Szentpály József tervezte. Az intézmény az épület jelentős részét elfoglalja. A művelődési központ 1957-ben költözött be falai közé.
A földszinti aula időszaki kiállításoknak ad helyet. Az emeleti nagyterem öltözőkkel, színpaddal, kiszolgáló helyiségekkel alkalmas színházi előadások, konferenciák, koncertek, bálok, esküvők és egyéb rendezvények lebonyolítására. Mellette kamaraterem található. Az épületben stúdió is működik.
A művelődési központ működteti a Móra Ferenc Művelődési Központ Ifjúsági és Közösségi Házat is, ami 2008-ig önálló épületben, a volt Tiszti klubban (azaz Bányai-ház) volt. A 2010. évi Dél-alföldi Operatív Program (DAOP) pályázatból megújult a Korona szálló emeleti épületrésze, ahol közösségi tereket alakítottak ki. Az intézmény használta a Holló-ház földszinti helyiségét, amelyben uniós pályázati forrásból Karrierirodát működtetett.
2011-ben az intézmény önállósága megszűnt. A Petőfi Sándor Városi Könyvtárral összevonva Petőfi Sándor Városi Könyvtár és Művelődési Központ részévé vált.
2016. január 1-jétől újra önálló intézményként működik.

### Libafesztivál
1999. november 11. és 14. között rendezték meg az első Libafesztivált. Ezt követően évente megrendezésre kerül a gasztronómiai fesztivál, de a kedvezőbb időjárás miatt már szeptember hónapban. A rendezvény alatt zenés színpadi műsorok, gyermekprogramok, főzőverseny, futóverseny, hagyományőrző és kézműves termékek vására tekinthető meg.
Az esemény 2023-ban belekerült a Bács-Kiskun vármegyei értéktárba.